# إيفان ويليامز
إيفان ويليامز (بالإنجليزية: Evan Williams)‏ ، واسمه الكامل : إيفان كلارك ويليامز ، وهو رجل ريادة أعمال أمريكي ، من مواليد 31 مارس 1972م ، وكان أحد مؤسسي تويتر ، وله حساب رئيسي لموقع تويتر وبلوغر.

## مصدر
1. ↑  "How Ev Williams failed Medium - The Verge" (بالإنجليزية). Retrieved 2022-07-25.
2. ↑  "People of the Year". 22 ديسمبر 2004. مؤرشف من الأصل في 2018-07-15. اطلع عليه بتاريخ 2009-08-16.

## وصلات خارجية
- إيفان ويليامز على موقع الموسوعة البريطانية (الإنجليزية)
- إيفان ويليامز على موقع مونزينجر (الألمانية)
- إيفان ويليامز على موقع إن إن دي بي (الإنجليزية)

### أعمال
- Interview with Evan Williams at تك كرانش
- Interview with Evan Williams at فاست كومباني